# Павло (кронпринц Грецький)
Кронпринц Грецький і Данський Павло або Павло ІІ Грецький (грец. Παύλος, нар. 20 травня 1967 року) — старший син і друга дитина Костянтина II, останнього короля Греції з 1964 по 1973 р. та Данської принцеси Ганни-Марії. З січня 2023 року спадковий король Грецький, голова Грецького королівського дому.
Павло народився спадкоємцем престолу Греції і став кронпринцом Грецьким і Данським від народження, і був ним під час правління свого батька, поки в Греції не скасували монархію.
До січня 2023 року — титулярний принц Грецький і Данський, князь Спартанський. З січня 2023 року — титулярний король Греції.

## Біографія
Павло народився 20 травня 1967 року в палаці Татої в Афінах, син короля Костянтина II та королеви Ганни-Марії. Його мати — наймолодша сестра королеви Данії Маргрети II, а його батько — рідний брат королеви Іспанії Софії.
1973 року, після скасування монархії в Греції, разом з родиною переїздить до Великої Британії.
У Лондоні Павло закінчив Грецький коледж, заснований його батьками королем Костянтином II і Ганною-Марією Данською. У 1984—1986 навчався в Західноамериканському коледжі об'єднаного світу Арманда Гаммера, що у невключеному муніципалітеті Монтесума, округ Сан-Мігель, штат Нью-Мексико, США.
Після закінчення школи вирушив навчатися до Нью-Мексико, до школи міжнародних відносин, потім він приєднався до британської армії, де прослужив чотири роки, закінчивши службу в Королівській Кінній Гвардії. У званні офіцера проходив військову підготовку в Королівській військовій академії в Сандхерсті.
Провівши рік на базі союзників у Німеччині, 1990 року він залишив британську армію і повернувся до США для поглибленого вивчення міжнародних відносин у Джорджтаунському університеті у Вашингтоні.
У 1996 році отримав диплом в галузі міжнародних відносин і права в Джорджтаунському університеті.
Живе в Нью-Йорку та Лондоні, працюючи інвестиційним консультантом.
Був досвідченим професійним яхтсменом.
10 січня 2023 року колишній король Костянтин II помер в Афінах в оточенні всієї своєї родини. Після цього, Павло ІІ став його наступником як претендент на грецький престол та голова Грецького королівського дому. У наступні дні преса писала про його можливий переїзд до Греції.

## Родина
З 1 липня 1995 року одружений з Марі-Шанталь, з якою зустрічався 3 роки до їхнього весілля. Мають п'ятеро дітей:
- Донька — Марія-Олімпія (нар. 25 липня 1996, Нью-Йорк)
- Син — Костянтин-Олексій (нар. 29 жовтня 1998)
- Син — Ахілес-Андреас (нар. 12 серпня 2000)
- Син — Одіссеас-Кімон (нар. 17 вересня 2004)
- Син — Аристидіс-Ставрос (нар. 29 июня 2008).